# 日本の水族館

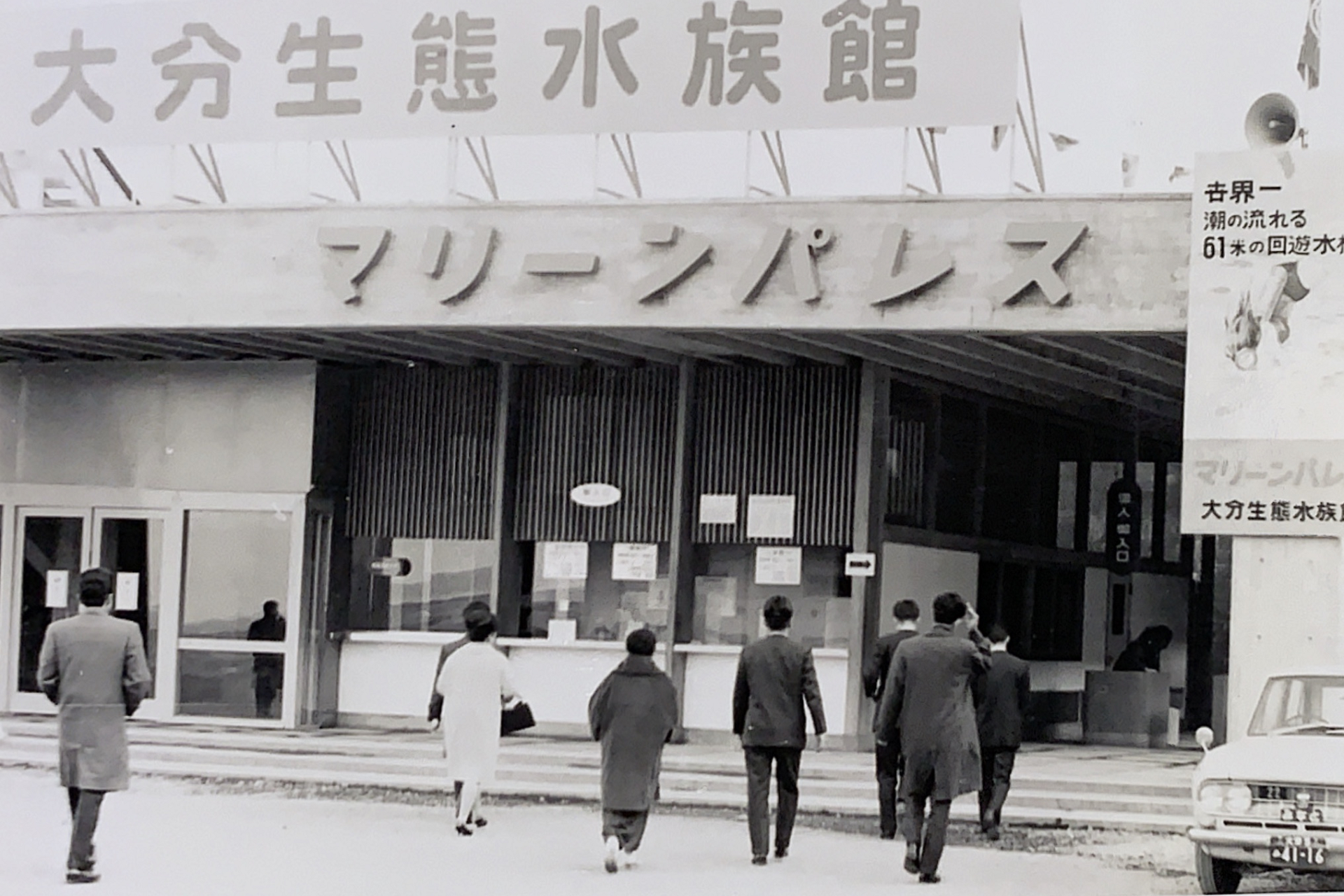
大分生態水族館マリーンパレス（1960年代）

この記事では日本の水族館（にほんのすいぞくかん）について解説する。
日本は、人口あたりの水族館数が世界一と言われており、水族館大国である。

## 日本の水族館の歴史
- 1882年（明治15年） - 恩賜上野動物園の一角に観魚室（うをのぞき）が開設される。循環濾過装置のない水槽による淡水魚展示施設で、日本初の水族館と呼ばれることもある[1]。
- 1890年（明治23年） - 上野公園で第3回内国勧業博覧会が開かれた時に水族館が開かれたが、博覧会が終わると取り壊された。
- 1897年（明治30年） - 和楽園水族館開設。神戸市で開催された第2回水産博覧会の目玉として開設。各水槽に循環濾過装置配備しており日本初の本格的水族館と呼ばれる。ただし、博覧会期間中だけの開設で常設ではなかった[1]。
- 1899年（明治32年） - 浅草公園水族館開館、日本初の私設水族館。
- 1910年（明治43年） - 箱崎水族館「九州沖縄八県連合共進会」（博覧会）開催に伴い開館。25年後の国道3号拡張に伴い閉館。
- 1913年（大正2年） - 魚津水族館開館。2020年現在、日本で最も歴史の長い水族館[2]。
- 1927年（昭和2年） - 松島水族館開館。2015年に閉館するまで88年間同地で営業を続けた[2]。
- 1930年（昭和5年） - 中之島水族館（現、伊豆・三津シーパラダイス）開館、日本で初めてハンドウイルカを展示飼育。
- 1936年（昭和11年） - 阪神水族館が世界で初めてゴンドウクジラ〈コビレゴンドウ〉を展示飼育[3][4][5]。
- 1957年（昭和32年） - 須磨水族館開館、日本初の冷却装置付水槽を導入。
- 1957年（昭和32年） - 鳥羽水族館で世界初のドーナツ型水槽を有する水族館棟が完成。
- 1957年（昭和32年） - 江の島水族館の一角に江ノ島水族館マリンランドが開館、水量5,000 tの東洋一の規模の大プールで日本で初めて鯨類の能力を活かしたショーを実施。
- 1959年（昭和34年） - 江の島水族館がバンドウイルカの飼育下繁殖に日本で初めて成功。
- 1964年（昭和39年） - 大分生態水族館マリーンパレス開館、世界初の潮流式回遊水槽を設置。
- 1967年（昭和42年） - 下田海中水族館開館。世界初の水中に浮かぶ水族館。
- 1971年（昭和46年） - 串本海中公園水族館開館、日本初の半開放式水族館。
- 1976年（昭和51年） - 大洗水族館が日本初のペンギンのショーを実施[6]。
- 1978年（昭和53年） - サンシャインシティの「ワールドインポーマートビル」の10・11階に世界初の地上240mの高層ビルにあるサンシャイン国際水族館開館。
- 1981年（昭和56年） - 3代目魚津水族館が完成し、世界初のアクリル水槽に世界初のトンネル水槽を導入、また、波の出る水槽や雨の降る水槽も日本で初めて導入。
- 1982年（昭和57年） - 伊豆・三津シーパラダイスで日本初のラッコ飼育、また日本初の繁殖に成功。
- 1988年（昭和63年） - 江の島水族館で日本初の飼育下三世バンドウイルカが誕生。
- 1989年（平成元年） - 葛西臨海水族園開園。日本最大のドーナツ型大水槽でマグロの回遊を実現。
- 1990年（平成2年） - 海遊館が開館。世界最大の水量5,400 tの水槽を備え、ジンベイザメ等を展示。
- 1993年（平成5年） - 横浜・八景島シーパラダイス開館。水量3,503tの野外水槽「生態ショープール」を有する。
- 1993年（平成5年） - 蓼科アミューズメント水族館開館。世界最高所（標高1,750 m）の淡水魚水族館。
- 2000年（平成12年） - アクアマリンふくしま開館、サンマの水槽内飼育及び繁殖に世界で初めて成功。
- 2000年（平成12年） - 江の島水族館で世界初の飼育下四世バンドウイルカが誕生。
- 2001年（平成13年） - 名古屋港水族館北館が開館。世界最大級の野外水槽（水量13,400 t）。
- 2002年（平成14年） - 沖縄美ら海水族館開館。世界最大の屋内水槽（水量7,500 t）。
- 2012年（平成24年） - 新江ノ島水族館で世界初の飼育下五世バンドウイルカが誕生。
- 2022年（令和4年） - 渋谷空想水族館が開館。XR技術によりバーチャル空間での水族館が開館した。

## 日本の水族館の一覧
凡例
- （動物園）：動物園付属施設であることを示す。
- （植物園）：植物園付属施設であることを示す。
- （爬虫類）：爬虫類館を示す。
- ★:日本動物園水族館協会(JAZA)加盟園館　加盟状況は日本動物園水族館協会HP[7]を参照（令和6年2月27日時点のデータ）
- ☆:日本水族館協会(JAA)加盟園館　加盟状況は日本動物園水族館協会HP[8]を参照（令和6年2月27日時点のデータ）
- ⚪︎:文部科学省 指定施設（旧博物館相当施設）[9]を参照（令和6年2月27日時点のデータ）
- ◎:文部科学省登録博物館[10]を参照（令和6年2月27日時点のデータ）

## 北海道
- 新さっぽろサンピアザ水族館（北海道札幌市、サンピアザ内）★
- 札幌市豊平川さけ科学館（北海道札幌市）
- AOAO SAPPORO（北海道札幌市）★
- おたる水族館（北海道小樽市）★⚪︎
- 稚内市立ノシャップ寒流水族館（北海道稚内市）
- 美深チョウザメ館（北海道中川郡美深町）
- オホーツクとっかりセンター（北海道紋別市）
- オホーツクタワー（北海道紋別市）
- 標津サーモン科学館（北海道標津郡標津町）
- おんねゆ温泉 北の大地の水族館 -山の水族館-（北海道北見市留辺蘂町・温根湯温泉）
- サケのふるさと　千歳水族館（北海道千歳市、道の駅サーモンパーク千歳併設）★⚪︎
- 市立室蘭水族館（北海道室蘭市）
- 登別マリンパークニクス（北海道登別市）★☆⚪︎
- くしろ水族館 ぷくぷく（北海道釧路市）

## 東北
- 青森県営浅虫水族館（青森県青森市）☆
- 八戸市水産科学館 マリエント（青森県八戸市）
- もぐらんぴあ 久慈地下水族科学館（岩手県久慈市、石油文化ホール併設）
- 岩手県立水産科学館（岩手県宮古市）
- 仙台うみの杜水族館（宮城県仙台市、高砂中央公園内）☆
- アクアテラス錦ヶ丘（宮城県仙台市、ヒルサイドモール）
- 男鹿水族館GAO（秋田県男鹿市）★
- 鶴岡市立加茂水族館 クラゲドリーム館（山形県鶴岡市）★☆
- ふくしま海洋科学館 アクアマリンふくしま（福島県いわき市）★
- アクアマリンいなわしろカワセミ水族館（旧・いなわしろ淡水魚館、福島県耶麻郡猪苗代町）★

## 関東
- アクアワールド・大洗（旧・大洗水族館、茨城県東茨城郡大洗町）☆⚪︎
- かすみがうら市水族館（茨城県かすみがうら市、歩崎公園内）
- 栃木県なかがわ水遊園（栃木県大田原市、栃木県水産試験場併設）★⚪︎
- さかなと森の観察園（栃木県日光市）
- 水産学習館（群馬県利根郡みなかみ町、道の駅みなかみ水紀行館内）
- さいたま水族館（埼玉県羽生市）★
- 桶西水族館（埼玉県桶川市、埼玉県立桶川西高等学校内）
- 鴨川シーワールド（千葉県鴨川市）★☆⚪︎
- 千葉大学海洋バイオシステム研究センター水族館（千葉県鴨川市、小湊臨海実験所付属）
- 世界一ちっちゃな水族館（千葉県銚子市、銚子海洋研究所内）
- サンシャイン水族館（東京都豊島区、サンシャインシティ内）★
- 板橋区立熱帯環境植物館（東京都板橋区）（植物園）
- マクセル アクアパーク品川（東京都港区、ステラボール併設）★☆
- しながわ水族館（東京都品川区）★☆
- 足立区生物園（東京都足立区）（動物園・水族館）★☆
- すみだ水族館（東京都墨田区、東京スカイツリータウン内）★
- 葛西臨海水族園（東京都江戸川区、葛西臨海公園内）★⚪︎
- 井の頭自然文化園付属水生物館（東京都武蔵野市）（動物園）
- 小笠原海洋センター（東京都小笠原村）
- 小笠原水産センター（東京都小笠原村）
- よみうりランド(東京都稲城市、神奈川県川崎市多摩区)(遊園地) ★☆
- 横浜・八景島シーパラダイス（神奈川県横浜市、アクアリゾーツ、プレジャーランド併設）★☆⚪︎
- 横浜開運水族館 フォーチュンアクアリウム（神奈川県横浜市、横浜中華街 チャイナスクエア内）
- 横浜市立間門小学校附属海水水族館 まかどシーマリンパーク（神奈川県横浜市、横浜市立間門小学校内）
- 観音崎自然博物館（神奈川県横須賀市）
- 新江ノ島水族館（神奈川県藤沢市、湘南海岸公園内）☆⚪︎
- カワスイ 川崎水族館（神奈川県川崎市、川崎ルフロン内）★☆
- 相模川ふれあい科学館 アクアリウムさがみはら（神奈川県相模原市）☆
- 北里アクアリウムラボ（神奈川県相模原市、北里大学相模原キャンパス内）
- 箱根園水族館（神奈川県足柄下郡箱根町、箱根園内）

## 中部
- 新潟市水族館 マリンピア日本海（旧・新潟市立新潟水族館、新潟県新潟市）★☆
- ネイチャーアクアリウムギャラリー（新潟県新潟市、アクアデザインアマノ本社敷地内）
- イヨボヤ会館（新潟県村上市）
- 寺泊水族博物館（新潟県長岡市）★
- 上越市立水族博物館うみがたり（新潟県上越市）★☆◎
- 信濃川水系フィッシュハウス（新潟県魚沼市）
- 魚津水族館（富山県魚津市）☆◎
- のとじま臨海公園水族館（石川県七尾市）★☆◎
- 越前松島水族館（福井県坂井市）★☆
- 山梨県立富士湧水の里水族館（山梨県南都留郡忍野村）★☆
- 国営アルプスあづみの公園 理科教室（長野県安曇野市）
- 蓼科アミューズメント水族館（長野県茅野市）
- 岐阜県世界淡水魚園水族館 アクア・トトぎふ（岐阜県各務原市、河川環境楽園・オアシスパーク内）☆⚪︎
- 森の水族館（岐阜県高山市）
- あわしまマリンパーク（旧・淡島海洋交園、静岡県沼津市）☆
- 伊豆・三津シーパラダイス（旧・中之島水族館→三津天然水族館、静岡県沼津市）☆⚪︎
- 沼津港深海水族館（静岡県沼津市、沼津港内）
- 幼魚水族館（静岡県駿東郡）☆⚪︎
- 下田海中水族館（静岡県下田市）☆⚪︎
- 東海大学海洋科学博物館（静岡県静岡市）★⚪︎
- 浜名湖体験学習施設 ウォット（静岡県浜松市、静岡県水産技術研究所浜名湖分場）
- スマートアクアリウム静岡（静岡県静岡市、松坂屋静岡店内）[11]
- 名古屋港水族館（愛知県名古屋市）★☆⚪︎
- 竹島水族館（愛知県蒲郡市）
- 碧南海浜水族館（愛知県碧南市、碧南市青少年海の科学館併設）★◎
- ぎょぎょランド（愛知県豊川市、赤塚山公園内）
- 南知多ビーチランド（愛知県知多郡美浜町、南知多おもちゃ王国併設）★☆⚪︎
- シーライフ名古屋（レゴランド・リゾート敷地内、愛知県名古屋市金城ふ頭）★
- 弥富金魚水族館 YaToMi AQUA（愛知県弥富市、弥富まちなか交流館内）

## 近畿
- 鳥羽水族館（三重県鳥羽市）★☆◎
- イルカ島海洋遊園地（三重県鳥羽市、志摩マリンレジャーも参照）
- 伊勢夫婦岩ふれあい水族館シーパラダイス（三重県伊勢市）★⚪︎
- 紀宝町ウミガメ公園（三重県南牟婁郡紀宝町、道の駅紀宝町ウミガメ公園内）
- 赤目滝水族館（三重県名張市）
- 滋賀県立琵琶湖博物館（滋賀県草津市）★◎
- 京都水族館（京都府京都市、梅小路公園内）★
- 花園教会水族館（京都府京都市）
- 海遊館（大阪府大阪市）★⚪︎
- NIFREL（大阪府吹田市、万博記念公園・EXPOCITY内）★
- 高槻市立自然博物館 あくあぴあ芥川（大阪府高槻市、芥川緑地内、鳥類・昆虫館併設）
- 奈良金魚ミュージアム（奈良県奈良市）[12]
- 金魚のふる里 郡山金魚資料館(奈良県大和郡山市)
- 和歌山県立自然博物館（和歌山県海南市）
- 太地町立くじらの博物館（和歌山県東牟婁郡太地町、くじら浜公園内）☆◎
- ドルフィンリゾート（和歌山県東牟婁郡太地町）☆
- 串本海中公園（和歌山県東牟婁郡串本町）★
- アドベンチャーワールド（和歌山県西牟婁郡白浜町、動物園・遊園地併設）
- 京都大学白浜水族館（和歌山県西牟婁郡白浜町、京都大学フィールド科学教育研究センター瀬戸臨海実験所附属）⚪︎
- すさみ町立エビとカニの水族館（旧・すさみ海立エビとカニの水族館、和歌山県西牟婁郡すさみ町）
- 城崎マリンワールド（兵庫県豊岡市）★
- アトア（兵庫県神戸市）★☆
- 神戸須磨シーワールド（兵庫県神戸市、須磨海浜公園内）★☆
- みなとやま水族館（兵庫県神戸市）
- 姫路市立水族館（兵庫県姫路市、手柄山平和公園内）★
- アクア東条（兵庫県加東市）
- 淡路じゃのひれドルフィンファーム（兵庫県南あわじ市）☆

## 中国・四国
- 玉野市立玉野海洋博物館 渋川マリン水族館（岡山県玉野市）★
- 福山大学マリンバイオセンター水族館（広島県尾道市）
- 宮島水族館 みやじマリン（広島県廿日市市）★☆⚪︎
- 鳥取県立とっとり賀露かにっこ館（鳥取県鳥取市）
- 島根県立しまね海洋館アクアス（島根県浜田市）★☆⚪︎
- 宍道湖自然館ゴビウス（島根県出雲市）
- 下関市立しものせき水族館 海響館（山口県下関市）☆⚪︎
- なぎさ水族館（山口県大島郡周防大島町）
- 四万十川学習センターおさかな館（愛媛県北宇和郡松野町、道の駅虹の森公園まつの内）★
- 長高水族館（愛媛県大洲市、愛媛県立長浜高等学校内）
- ドルフィンファームしまなみ(愛媛県今治市）☆
- 新屋島水族館（香川県高松市）⚪︎
- 四国水族館(香川県綾歌郡宇多津町)☆⚪︎
- 日本ドルフィンセンター(香川県さぬき市) ☆
- 日和佐うみがめ博物館カレッタ（徳島県海部郡美波町）
- モラスコむぎ（徳島県海部郡牟岐町）
- 海洋自然博物館 マリンジャム（徳島県海部郡海陽町）
- 桂浜水族館（高知県高知市）★☆◎
- 四万十川学遊館さかな館（高知県四万十市、トンボ自然公園内）
- 足摺海洋館（高知県土佐清水市）☆
- むろと廃校水族館（高知県室戸市）☆◎

## 九州・沖縄
- マリンワールド海の中道（福岡県福岡市）★⚪︎
- くるめウス（福岡県久留米市）
- やながわ有明海水族館（旧・おきのはた水族館、福岡県柳川市）
- 干潟交流館 なな海（佐賀県鹿島市、道の駅鹿島内）
- 長崎ペンギン水族館（旧・長崎水族館、長崎県長崎市）★⚪︎
- むつごろう水族館（長崎県諫早市）
- 九十九島パールシーリゾート（旧・西海パールシーリゾート、長崎県佐世保市）☆⚪︎
- 壱岐イルカパーク＆リゾート(長崎県壱岐市) ☆
- 大分マリーンパレス水族館 うみたまご（旧・大分生態水族館マリーンパレス、大分県大分市）★☆⚪︎
- うみたま体験パーク「つくみイルカ島」（旧・津久見市仙水遊漁センター、大分県津久見市）☆
- 番匠おさかな館（大分県佐伯市、道の駅やよい内）
- おもしろ水族感アクア（熊本県阿蘇郡南阿蘇村、阿蘇ファームランド内）
- わくわく海中水族館シードーナツ（熊本県上天草市）☆
- 高千穂峡淡水魚水族館（宮崎県西臼杵郡高千穂町）
- すみえファミリー水族館（宮崎県延岡市、須美江家族旅行村内）
- 出の山淡水魚水族館（宮崎県小林市）
- 大淀川学習館（宮崎県宮崎市、昆虫館併設）
- 志布志湾大黒イルカランド(宮崎県串間市）☆
- いおワールドかごしま水族館（鹿児島県鹿児島市）★
- 奄美海洋展示館（鹿児島県奄美市）
- 沖縄美ら海水族館（沖縄県国頭郡本部町、国営沖縄記念公園内）★◎
- オキナワマリンリサーチセンター(沖縄県国頭郡恩納村) ☆
- DMMかりゆし水族館（沖縄県豊見城市）☆

## 閉鎖された水族館
- オホーツク水族館（北海道網走市） - 1956年～2002年8月31日
- ひろお水族館（北海道広尾郡広尾町） - 1980年5月～2005年11月3日
- 余市天然水族館（北海道余市郡余市町） - 1958年～1964年
- 十和田淡水魚水族館（青森県十和田市）
- マリンピア松島水族館（宮城県宮城郡松島町） - 1927年4月1日～2015年5月10日
- 山方淡水魚館（茨城県常陸大宮市）1986年～2023年3月
- 群馬県立水産学習館（群馬県館林市） - 1987年～2010年
館林市花山3181、当時の群馬県立つつじが岡公園内にあった淡水魚（淡水生物）専門の水族館。敷地面積591m2、鉄骨構造の平屋建てで、延床面積は381.5m2。1987年、内水面漁業の振興を目的に設置。年間入館者数は1990年度の約10万人をピークに漸減し、2000年代後半は2、3万人に落ち込んでいた。2009年、群馬県公共施設のあり方検討委員会が群馬県知事に対し当施設の廃止を答申し、2010年に廃止された[13][14][15][16]。
- よしもと遊べる水族館（埼玉県三郷市） - 2009年9月17日～2011年4月10日
- 犬吠埼マリンパーク（千葉県銚子市） - 1954年7月13日～2018年1月31日
- 東京タワー水族館（東京都港区、東京タワー内） - 1978年4月28日～2018年9月30日
- 浅草公園水族館（東京都台東区） - 1899年10月15日～1935年?
- 板橋区立淡水魚水族館（東京都板橋区） - 1983年4月～2004年3月31日
- よみうりランド マリンドーム海水水族館（東京都稲城市）- 1969年3月19日～2000年11月5日
- 三笠水族館（神奈川県横須賀市） - 1949年～1959年
- 東大三崎臨海実験場付属油壺水族館（神奈川県三浦市） - 1932年～1971年8月
- 京急油壺マリンパーク（神奈川県三浦市）- 1968年～2021年9月30日
- 鎌倉水族館（神奈川県鎌倉市） - 1953年10月18日～1959年[17]
- 真鶴水族館（神奈川県足柄下郡真鶴町）
- 柏崎水族館（新潟県柏崎市） - 1954年～1956年
- 糸魚川水族館（新潟県糸魚川市） - 1949年～1954年[18]
- 明科フィッシングランド（長野県安曇野市） - 1967年～1972年
- 金沢水族館（石川県金沢市） - 1963年～1993年
- 伊東水族館（静岡県伊東市）
- ペンギン博物館（静岡県伊東市）
- 八瀬海水水族館（京都府京都市左京区） - 1964年～1984年
- 丹後魚っ知館（京都府宮津市、宮津エネルギー研究所内）1989年8月26日～2023年5月30日
- 堺水族館（大阪府堺市） - 1903年～1961年
- 水道記念館（大阪府大阪市） - 1998年?～2012年?
- 明石市立水族館（兵庫県明石市） - 1957年4月～1972年4月13日
- 熊野淡水熱帯魚館（三重県熊野市） - 1985年9月～1992年3月
- 志摩マリンランド（三重県志摩市） - 1970年～2021年
- 大社教育水族館（島根県出雲市）
- フローティングアイランド・水族園（広島県尾道市） - 1989年～1999年8月31日
- マリンパーク宇品天然水族館（広島県広島市） - 1958年〜1970年頃
- アクアアベニュー（広島県広島市） - 1990年〜1998年
- マリホ水族館（広島県広島市、マリーナホップ内） - 2017年〜2024年
- 大うなぎ水族館イーランド（徳島県海部郡海陽町） - 1989年5月～2005年10月31日
- 町立長浜水族館（愛媛県大洲市）[19] - 1935年～1986年
- 箱崎水族館（福岡県福岡市）
- 福岡水族館（福岡県福岡市）
- 西海橋水族館（長崎県佐世保市） - 1958年～1988年
- 金魚の館（金魚と鯉の郷広場内）（熊本県玉名郡長洲町） - 1995年～2008年3月
閉鎖後建物の利用方法が検討され、改修を経て、2012年5月名称は継承し水族館ではなく地域住民交流等を目的とした公民館的施設として再開された。
- 天草いるかワールド（熊本県天草市） - 1966年～2010年12月15日

## 規模
日本におけるランキング（屋内水槽）
※堀込水槽・野外水槽・プールの類を除く。
（世界におけるランキングは「水族館」を参照）
| 順位 | 名称                                                 | 所在地   | 開館年 | 水量           |
| ---- | ---------------------------------------------------- | -------- | ------ | -------------- |
| 1    | 沖縄美ら海水族館 「黒潮の海水槽」                    | 沖縄県   | 2002年 | 7,500t         |
| 2    | 大阪海遊館 「太平洋水槽」                            | 大阪府   | 1990年 | 5,400t         |
| 3    | 大阪海遊館 海洋生物研究所以布利センター 「第二水槽」 | 高知県   | 2009年 | 3,300t         |
| 4    | 葛西臨海水族園 「大洋の航海者水槽」                  | 東京都   | 1989年 | 2,200t         |
| 5    | 大阪海遊館 海洋生物研究所以布利センター 「第一水槽」 | 高知県   | 1997年 | 1,600t         |
| 5    | のとじま臨海公園水族館 「ジンベエザメ館 青の世界」   | 石川県   | 2010年 | 1,600t         |
| 7    | アクアマリンふくしま 「潮目の海水槽」                | 福島県   | 2000年 | 1,500t(2,050t) |
| 7    | 横浜八景島シーパラダイス 「魚類大水槽」              | 神奈川県 | 1993年 | 1,500t         |
| 7    | いおワールドかごしま水族館 「黒潮大水槽」            | 鹿児島県 | 1997年 | 1,500t         |
| 10   | マリンワールド海の中道 「パノラマ大水槽」            | 福岡県   | 1995年 | 1,400t         |
日本におけるランキング（延床面積）
※建物は大きく単棟型と分棟型（パビリオン型）、部分型（建物内の一部）に分けることができ、いずれをも含む。
| 順位 | 名称                                         | 所在地   | 広さ     | タイプ |
| ---- | -------------------------------------------- | -------- | -------- | ------ |
| 1    | 名古屋港水族館                               | 愛知県   | 41,529m2 | 分棟型 |
| 2    | 海遊館                                       | 大阪府   | 31,044m2 | 単棟型 |
| 3    | 鳥羽水族館                                   | 三重県   | 24,981m2 | 単棟型 |
| 4    | 鴨川シーワールド                             | 千葉県   | 22,699m2 | 分棟型 |
| 5    | マリンワールド海の中道                       | 福岡県   | 21,079m2 | 単棟型 |
| 6    | アクアワールド・大洗                         | 茨城県   | 20,299m2 | 単棟型 |
| 7    | 沖縄美ら海水族館                             | 沖縄県   | 19,199m2 | 分棟型 |
| 8    | 横浜・八景島シーパラダイス（アクアリゾーツ） | 神奈川県 | 18,204m2 | 分棟型 |
| 9    | アクアマリンふくしま                         | 福島県   | 15,233m2 | 単棟型 |
| 10   | 葛西臨海水族園                               | 東京都   | 14,772m2 | 分棟型 |
| 11   | 神戸市立須磨海浜水族園                       | 兵庫県   | 14,500m2 | 分棟型 |
| 12   | 下関市立しものせき水族館                     | 山口県   | 14,400m2 | 分棟型 |
| 13   | 島根県立しまね海洋館                         | 島根県   | 14,394m2 | 単棟型 |
| 14   | いおワールドかごしま水族館                   | 鹿児島県 | 13,163m2 | 単棟型 |
| 15   | 新江ノ島水族館                               | 神奈川県 | 12,804m2 | 単棟型 |
| 16   | マクセル アクアパーク品川                    | 東京都   | 11,535m2 | 部分型 |
| 17   | 新潟市水族館 マリンピア日本海                | 新潟県   | 11,463m2 | 分棟型 |
| 18   | 京都水族館                                   | 京都府   | 10,974m2 | 単棟型 |
| 19   | 大分マリーンパレス水族館                     | 大分県   | 10,881m2 | 単棟型 |
| 20   | 登別マリンパークニクス                       | 北海道   | 10,576m2 | 分棟型 |
日本におけるランキング（水槽総容量）
| 順位 | 名称                                   | 所在地   | 開館年 | 総水量  | タイプ |
| ---- | -------------------------------------- | -------- | ------ | ------- | ------ |
| 1    | 名古屋港水族館                         | 愛知県   | 1992年 | 24,600t | 分棟型 |
| 2    | 八景島シーパラダイス（アクアリゾーツ） | 神奈川県 | 1993年 | 16,500t | 分棟型 |
| 3    | 鴨川シーワールド                       | 千葉県   | 1970年 | 12,000t | 分棟型 |
| 4    | 大阪海遊館                             | 大阪府   | 1990年 | 11,000t | 単棟型 |
| 5    | 沖縄美ら海水族館                       | 沖縄県   | 1997年 | 10,400t | 分棟型 |
| 6    | マリンワールド海の中道                 | 福岡県   | 1989年 | 6,050t  | 単棟型 |
| 7    | 鳥羽水族館                             | 三重県   | 1955年 | 6,000t  | 単棟型 |
| 8    | アクアワールド・大洗                   | 茨城県   | 2002年 | 5,100t  | 単棟型 |
| 9    | アクアパーク品川                       | 東京都   | 2005年 | 4,800t  | 部分型 |
| 10   | 島根県立しまね海洋館                   | 島根県   | 2000年 | 4,500t  | 単棟型 |
日本におけるランキング（年間入場者数）2018年度
| 順位 | 名称                      | 所在地 | 入場者数 |
| ---- | ------------------------- | ------ | -------- |
| 1    | 沖縄美ら海水族館          | 沖縄県 | 372万人  |
| 2    | 海遊館                    | 大阪府 | 277万人  |
| 3    | 名古屋港水族館            | 愛知県 | 211万人  |
| 4    | サンシャイン水族館        | 東京都 | 173万人  |
| 5    | マクセル アクアパーク品川 | 東京都 | 171万人  |

## 飼育展示数・飼育種類数
一般的に水族館で飼育されている生物の展示数・種類数は動物園より多い。
日本における展示数ランキング
※ 展示数は絶えず変動しているので、順位も流動的であることに注意。
| 順位 | 名称                 | 所在地 | 展示数（種類数）      |
| ---- | -------------------- | ------ | --------------------- |
| 1    | アクアマリンふくしま | 福島県 | 210,000点（約750種）  |
| 2    | アクアワールド・大洗 | 茨城県 | 068,000点（約580種）  |
| 3    | 東京タワー水族館     | 東京都 | 050,000点（約900種）  |
| 4    | サンシャイン水族館   | 東京都 | 037,000点（約750種）  |
| 5    | 鳥羽水族館           | 三重県 | 030,000点（約1200種） |
| 5    | 海遊館               | 大阪府 | 030,000点（約580種）  |
日本における種類数ランキング
※ 種類数は絶えず変動しているので、順位も流動的であることに注意。
| 順位 | 名称                   | 所在地   | 種類数（展示数）      |
| ---- | ---------------------- | -------- | --------------------- |
| 1    | 鳥羽水族館             | 三重県   | 約1200種（30,000点）  |
| 2    | 東京タワー水族館       | 東京都   | 0約900種（50,000点）  |
| 3    | 鴨川シーワールド       | 千葉県   | 0約800種（11,000点）  |
| 4    | アクアマリンふくしま   | 福島県   | 0約750種（210,000点） |
| 5    | サンシャイン水族館     | 東京都   | 0約750種（37,000点）  |
| 6    | 沖縄美ら海水族館       | 沖縄県   | 0約740種（21,000点）  |
| 7    | 京都大学白浜水族館     | 和歌山県 | 0約629種（10,796点）  |
| 8    | 神戸市立須磨海浜水族園 | 兵庫県   | 0約600種（13,000点）  |
| 9    | アクアワールド・大洗   | 茨城県   | 0約580種（68,000点）  |
| 10   | 海遊館                 | 大阪府   | 0約580種（30,000点）  |